# Amato Opera
L'Amato Opera è stata una compagnia d'opera situata nel quartiere East Village del distretto di Manhattan a New York. Fondata da Anthony Amato e sua moglie Sally Bell nel 1948, in essa venivano rappresentate opere teatrali su piccola scala, con un'orchestra ridotta a pochi elementi, tanto da essere considerato il più piccolo teatro di opera al mondo.
Lo spettacolo inaugurale dell'Amato Opera fu la rappresentazione de Il barbiere di Siviglia di Gioachino Rossini nell'auditorium della chiesa della Madonna di Pompei nel Greenwich Village, a cui fece seguito una settimana dopo una doppia esecuzione di Cavalleria rusticana e Pagliacci. Inizialmente gli artisti venivano pagati in natura (principalmente con polpette cucinate da Amato); solo negli anni seguenti ricevettero un compenso di 10 dollari ad esibizione. Dopo aver cambiato sede numerose volte, la compagnia si stabilì definitivamente al 319 di Bowery Street nel 1963.
L'ultimo spettacolo, che sancì la chiusura della compagnia (la cui sede a Bowery Street fu venduta nel dicembre del 2008 per 3,7 milioni di dollari), fu la rappresentazione de Le nozze di Figaro, tenutasi il 31 maggio 2009.
L'Amato Opera ha lanciato numerosi cantanti di successo, tra cui George Shirley, Neil Shicoff e Mignon Dunn, ed ha ricevuto onorificenze e premi da parte dei sindaci di New York Abraham Beame, Ed Koch e Rudy Giuliani. Grazie ad essa i coniugi Amato vennero inseriti nella Peoples' Hall of Fame e premiati dall'American Cultural Roundtable e dall'Italian Heritage and Cultural Committee, a riconoscenza del loro contributo per la vita artistica di New York.
Nel 2001 la PBS realizzò il documentario Amato: A Love Affair with Opera.
Nel 2010 Anthony Amato pubblicò un libro dedicato alla compagnia, intitolato The Smallest Grand Opera in the World.